# Aldeaseca de Alba
Aldeaseca de Alba è un comune spagnolo di 123 abitanti situato nella comunità autonoma di Castiglia e León.